# خوسيه كارلوس ميلو
خوسيه كارلوس ميلو (بالبرتغالية: José Carlos Melo‏) هو كاهن كاثوليكي برازيلي، ولد في 4 يونيو 1930 في كودو في البرازيل، وتوفي في 30 مايو 2017 في ماسايو في البرازيل.